# Maupiti (Polynésie française)
Pour les articles homonymes, voir Maupiti (homonymie).
Maupiti est une commune de la Polynésie française dans les îles Sous-le-Vent faisant partie de l'archipel de la Société. Le chef-lieu de cette dernière est Maupiti. Sa plus grande ville est Vaiea.

## Géographie

Carte de la commune de Maupiti

Celle-ci est composée d'une île et trois atolls: 
- Maupiti
- Manuae
- Maupihaa
- Motu One

## Politique et administration
Maupiti, dont la chef-lieu est Vaiea, fait partie de la commune de Maupiti qui contient Manuae, Motu One, Maupihaa et également Maupiti. La commune de Maupiti est une sous-division des Iles-Sous-Le-Vent.
| Période                                  | Période                         | Identité                    | Étiquette | Qualité |
| ---------------------------------------- | ------------------------------- | --------------------------- | --------- | ------- |
| Les données manquantes sont à compléter. |                                 |                             |           |         |
| 2014                                     | En cours (au 21 septembre 2020) | Woullingson Etera Raufauore |           |         |

## Démographie
L'évolution du nombre d'habitants est connue à travers les recensements de la population effectués dans la commune depuis 1971. À partir de 2006, les populations légales des communes sont publiées annuellement par l'Insee, mais la loi relative à la démocratie de proximité du 27 février 2002 a, dans ses articles consacrés au recensement de la population, instauré des recensements de la population tous les cinq ans en Nouvelle-Calédonie, en Polynésie française, à Mayotte et dans les îles Wallis-et-Futuna, ce qui n’était pas le cas auparavant. Pour la commune, le premier recensement exhaustif entrant dans le cadre du nouveau dispositif a été réalisé en 2002, les précédents recensements ont eu lieu en 1996, 1988, 1983, 1977 et 1971.
En 2017, la commune comptait 1 286 habitants, en augmentation de 4,21 % par rapport à 2012
| 1971 | 1977 | 1983 | 1988 | 1996  | 2002  | 2007  | 2012  | 2017  |
| ---- | ---- | ---- | ---- | ----- | ----- | ----- | ----- | ----- |
| 679  | 710  | 794  | 963  | 1 127 | 1 177 | 1 231 | 1 234 | 1 286 |

| 2022  | - | - | - | - | - | - | - | - |
| ----- | - | - | - | - | - | - | - | - |
| 1 302 | - | - | - | - | - | - | - | - |